# Сімон Гьялмарссон
Сімон Гьялмарссон (швед. Simon Hjalmarsson, нар. 1 лютого 1989, Вернаму) — шведський хокеїст, крайній нападник клубу ШХЛ «Вестра Фрелунда». Гравець збірної команди Швеції.

## Ігрова кар'єра
Хокейну кар'єру розпочав на батьківщині 2005 року виступами за команду «Вестра Фрелунда».
2007 року був обраний на драфті НХЛ під 39-м загальним номером командою «Сент-Луїс Блюз».
У період з 2009 по 2014 роки захищав кольори шведських команд «Регле», «Лулео» та «Лінчепінг».
4 червня 2014 Гьялмарссон уклав дворічний контракт з клубом НХЛ «Колумбус Блю-Джекетс». 3 жовтня 2014 шведу запропонували угоду з фарм-клубом «Спрінгфілд Фелконс» АХЛ. Сімон не був зацікавлений виступати в другорядній лізі Північної Америки і сторони дійшли про розірвання контракту. 28 жовтня 2014 Гьялмарссон уклав дворічний контракт з клубом КХЛ ЦСКА (Москва).
Влітку 2016 уклав контракт з клубом ШХЛ «Фрелунда».
Був гравцем молодіжної збірної Швеції, у складі якої брав участь у 12 іграх. У складі національної збірної команди Швеції чемпіон світу та бронзовий призер світової першості.

## Нагороди та досягнення
- Чемпіон світу — 2013.
- Володар Ліги чемпіонів у складі «Фрелунда» — 2017, 2019.[6][7]

## Статистика

### Клубні виступи
| Сезон        | Клуб              | Ліга         | Регулярний сезон | Регулярний сезон | Регулярний сезон | Регулярний сезон | Регулярний сезон | Плей-оф | Плей-оф | Плей-оф | Плей-оф | Плей-оф |
| Сезон        | Клуб              | Ліга         | І                | Г                | П                | О                | ШХ               | І       | Г       | П       | О       | ШХ      |
| ------------ | ----------------- | ------------ | ---------------- | ---------------- | ---------------- | ---------------- | ---------------- | ------- | ------- | ------- | ------- | ------- |
| 2005–06      | «Вестра Фрелунда» | J20          | 31               | 8                | 10               | 18               | 8                | 7       | 2       | 3       | 5       | 2       |
| 2006–07      | «Фрелунда»        | J20          | 41               | 31               | 23               | 54               | 91               | 8       | 1       | 1       | 2       | 6       |
| 2007–08      | «Фрелунда»        | J20          | 37               | 16               | 30               | 46               | 104              | 8       | 3       | 9       | 12      | 8       |
| 2007–08      | «Фрелунда»        | Елітсерія    | 1                | 0                | 0                | 0                | 2                | —       | —       | —       | —       | —       |
| 2007–08      | «Бурос»           | Аллсв        | 10               | 2                | 4                | 6                | 4                | —       | —       | —       | —       | —       |
| 2008–09      | «Бурос»           | Аллсв        | 40               | 14               | 19               | 33               | 28               | —       | —       | —       | —       | —       |
| 2008–09      | «Фрелунда»        | J20          | 2                | 2                | 0                | 2                | 2                | 5       | 8       | 2       | 10      | 2       |
| 2009–10      | «Регле»           | Елітсерія    | 53               | 11               | 9                | 20               | 16               | —       | —       | —       | —       | —       |
| 2010–11      | «Лулео»           | Елітсерія    | 55               | 8                | 21               | 29               | 16               | 13      | 2       | 3       | 5       | 2       |
| 2011–12      | «Лулео»           | Елітсерія    | 53               | 19               | 17               | 36               | 8                | 5       | 1       | 1       | 2       | 4       |
| 2012–13      | «Лінчепінг»       | Елітсерія    | 55               | 12               | 31               | 43               | 10               | 10      | 5       | 6       | 11      | 8       |
| 2013–14      | «Лінчепінг»       | ШХЛ          | 55               | 27               | 30               | 57               | 87               | 14      | 5       | 4       | 9       | 2       |
| 2014–15      | ЦСКА (Москва)     | КХЛ          | 33               | 11               | 13               | 24               | 6                | 16      | 5       | 6       | 11      | 4       |
| 2015–16      | ЦСКА (Москва)     | КХЛ          | 28               | 3                | 10               | 13               | 2                | 14      | 2       | 4       | 6       | 10      |
| 2016–17      | «Фрелунда»        | ШХЛ          | 51               | 5                | 11               | 16               | 8                | 14      | 6       | 4       | 10      | 0       |
| 2017–18      | «Фрелунда»        | ШХЛ          | 51               | 8                | 23               | 31               | 22               | 6       | 0       | 1       | 1       | 2       |
| 2018–19      | «Фрелунда»        | ШХЛ          | 52               | 15               | 18               | 33               | 26               | 15      | 5       | 9       | 14      | 8       |
| 2019–20      | «Фрелунда»        | ШХЛ          | 50               | 16               | 20               | 36               | 26               | —       | —       | —       | —       | —       |
| Усього в ШХЛ | Усього в ШХЛ      | Усього в ШХЛ | 475              | 121              | 180              | 301              | 221              | 77      | 24      | 28      | 52      | 26      |

### Збірна
| Рік                | Команда            | Турнір             | Місце              | І  | Г | П | О  | ШХ |
| ------------------ | ------------------ | ------------------ | ------------------ | -- | - | - | -- | -- |
| 2007               | Швеція             | ЮЧС18              | 3                  | 6  | 4 | 5 | 9  | 4  |
| 2009               | Швеція             | МЧС                | 2                  | 6  | 4 | 2 | 6  | 4  |
| 2013               | Швеція             | ЧС                 | 1                  | 10 | 2 | 2 | 4  | 4  |
| 2014               | Швеція             | ЧС                 | 3                  | 10 | 1 | 0 | 1  | 4  |
| 2015               | Швеція             | ЧС                 | 5-е                | 8  | 0 | 2 | 2  | 0  |
| Молодіжна збірна   | Молодіжна збірна   | Молодіжна збірна   | Молодіжна збірна   | 12 | 8 | 7 | 15 | 8  |
| Національна збірна | Національна збірна | Національна збірна | Національна збірна | 28 | 3 | 4 | 7  | 8  |